# ジュラシック・ワールド ザ ゲーム
『ジュラシック・ワールド ザ ゲーム』(Jurassic World The Game) は、Ludiaによって開発されたモバイルデバイス用のシミュレーションゲームである。
略称は「ザゲーム」、「JWTG」。対象年齢は12歳以上。

## 概要
プレイヤーは恐竜テーマパークの運営者となり、施設の建設や生物の育成、バトルを行う。
ゲームクリアとなる具体的な最終目標は存在せず、生物を育成していきより強い敵と戦うことや、自分好みのパークを作ることなどが主な目的である。
恐竜以外にも古代の水生生物や、新生代の生物なども登場する。

### 資源

#### DNA
生物を買ったり融合したりするときに使用する。通常のDNAとは別にS-DNA(スーパーDNA)、B-DNA(ボスDNA)がある。このゲームで一番枯渇しがちな資源。

#### 食料
生物のレベルをあげるのに使用する。強い生物を作ると大量に消費するため、意外と枯渇する。

#### コイン
イベントに参加やパークの拡張、建物の建設に使用する。一番入手できる量は多いが、調子に乗って使いすぎるとすぐに無くなる。

#### キャッシュ
生物の孵化や融合のスピードアップ、PVP(という名のAIと戦うモード)やジャイロスフィアイベントに参加するのに使用する。入手できる量の割に使う場面が多く、枯渇しやすい。

#### ロイヤリティポイント
カードパックを開けたときにおまけで貰えるポイント。10000ポイント貯めることでVIP生物が確実に手に入る「純金パック」を引くことができる。

#### アンバーポイント
イベントやボス対決の報酬で貰えるポイント。アンバーマーケットというところで生物を買うことができる。100000ポイント貯めることでリミテッド恐竜が確実に手に入るパックを引くことができる。

### レア度
生物には「レア度」というものが存在し、性能が高い順に「VIP」「リミテッド」「レジェンド」「スーパーレア」「レア」「コモン」の6種類が存在する。

### レベル・融合
また生物にはレベルが存在し、最大レベルは40。レベルは生物に食料を与えることで上げることができるが、孵化したての生物はLv10までしか上げることができない。Lv10の生物を2匹融合することでLv20まで上げることができ、Lv20の生物2匹を融合することでLv30まで、Lv30の生物2匹を融合することで晴れてLv40まで上げられるようになる。(Lv40の生物1匹をつくるのに、その生物8匹が必要となる)

### ハイブリッド
Lv40の生物2種類を融合することでハイブリッド生物を創ることができる(例：トリケラトプスLv40＋ステゴサウルスLv40⇒ステゴケラトプス)。融合後はレベルが1に戻り、ハイブリッド生物のLv40を作りたい場合は追加で7匹DNAで買う必要がある。Lv10時点では融合前の生物Lv40より弱いことも多いので、作る際はLv20を作れるだけのDNAを用意しておくといい。
また、スーパーハイブリッドと呼ばれる生物が存在し、ハイブリッド生物のLv40にS-DNAを加えることで創ることができる(例：ステゴケラトプスLv40＋モノロフォサウルスS-DNA⇒モノステゴトプス)。融合後はレベルが1に戻り、育てたい場合はS-DNAで買う必要がある。Lv10時点で融合前のハイブリッド生物Lv40とそこまで変わらない性能をしている。

### バトルシステム
プレイヤー同士が対戦することはできないため、このゲームの戦闘は全てAIと行うことになる。特別な条件がある場合を除き、3vs3で行い、先に3匹倒したほうが勝利となる。
プレイヤーは攻撃、防御、待機の3つをうまく使い分けて戦う。(そこら辺はチュートリアルで教えてくれるよ)

### イベント
このゲームでは毎日何かしらのイベントが配信されている。敵の強さは基本的にプレイヤーの生物の強さにあったものであるが、時折鬼畜難易度のイベントも出てくる。そういうときは諦めよう。また、トーナメントやボス戦といった特別なイベントもある。

### ミッション
達成すると少量の資源と経験値的なものが貰える。経験値がたまりレベルアップするとパークを拡張できたりバトルステージ(クリアすると生物やDNAが貰える)が解放されたりする。

### 課金要素
月額課金または年間契約でVIP会員になることができる。VIP会員は貰えるロイヤリティポイントが2倍になり、「純金プラスパック」と呼ばれるVIP限定の生物が手に入るパックを引けるようになったり(強さは無課金で手に入るVIP生物と同じだが、資源が多めにもらえる)、DNAやS-DNAの生産所が貰えたりする。その他にも即時孵化や即時融合(融合に時間がかからずに100％成功する)、即時リカバリー(生物を使用したあとに発生するクールダウンを無視して復活できる)など様々な恩恵が受けられる。VIP課金以外の課金要素としては、キャッシュや生物、特別なカードパックがある。

### その他

#### 保管庫
パークに入りきらない恐竜を保管する場所。取り出しは自由。水生生物や新生代生物は専用の施設があるためここには入れられない。

#### 交易船
資源を別の資源と交換できたり、生物を入手できたりする。

#### コード19
そこそこの頻度で出てくるミニゲーム的なもの。達成するとDNAやS-DNAが貰える。